# عمر الخالدي (شاعر)
عمر بن قشموع الخالدي الهذلي ( 1957 - 2017 ) شاعر سعودي من شعراء المحاورة والرجز. ومن مجدديها من أوائل الشعراء المشاهير في فن المحاورة ويعد أول مَن أدخل فن الموّال على لون القلطة عام 1410 هـ، وله جماهير كبيرة في الساحة الشعرية السعودية اشتهرت فيها مواويله الشهيرة ، ولقبته جماهيره بألقاب عدة أبرزها "هرش الحجاز".

## عنه
وُلد عام 1382 هـ وينتمي إلى بني خالد من قبيلة هذيل في الطائف، وتميز شعره بالحماس والصور البلاغية الفريدة والجزالة في المعنى، وأشاد به الكثير من أقرانه الشعراء، إذ تجاوزت مسيرته الشعرية 35 عاماً. وقد لاقى شعراء كثيرا في مسيرته مثل خلف الله بن جبير وبكر الحضرمي وجار الله السواط.

## مقابلات تلفزيونية
- مقابلة تلفزيونية مع قناة الصحراء الفضائية.[3]
- مقابلة تلفزيونية مع قناة المرقاب الفضائية.[4]

## وفاته
توفي عام 2017 في مستشفى الملك فهد التخصصي في جدة بعد معاناة طويلة مع المرض عن عمر يناهز الستون عاما.